# Fiskpinnar

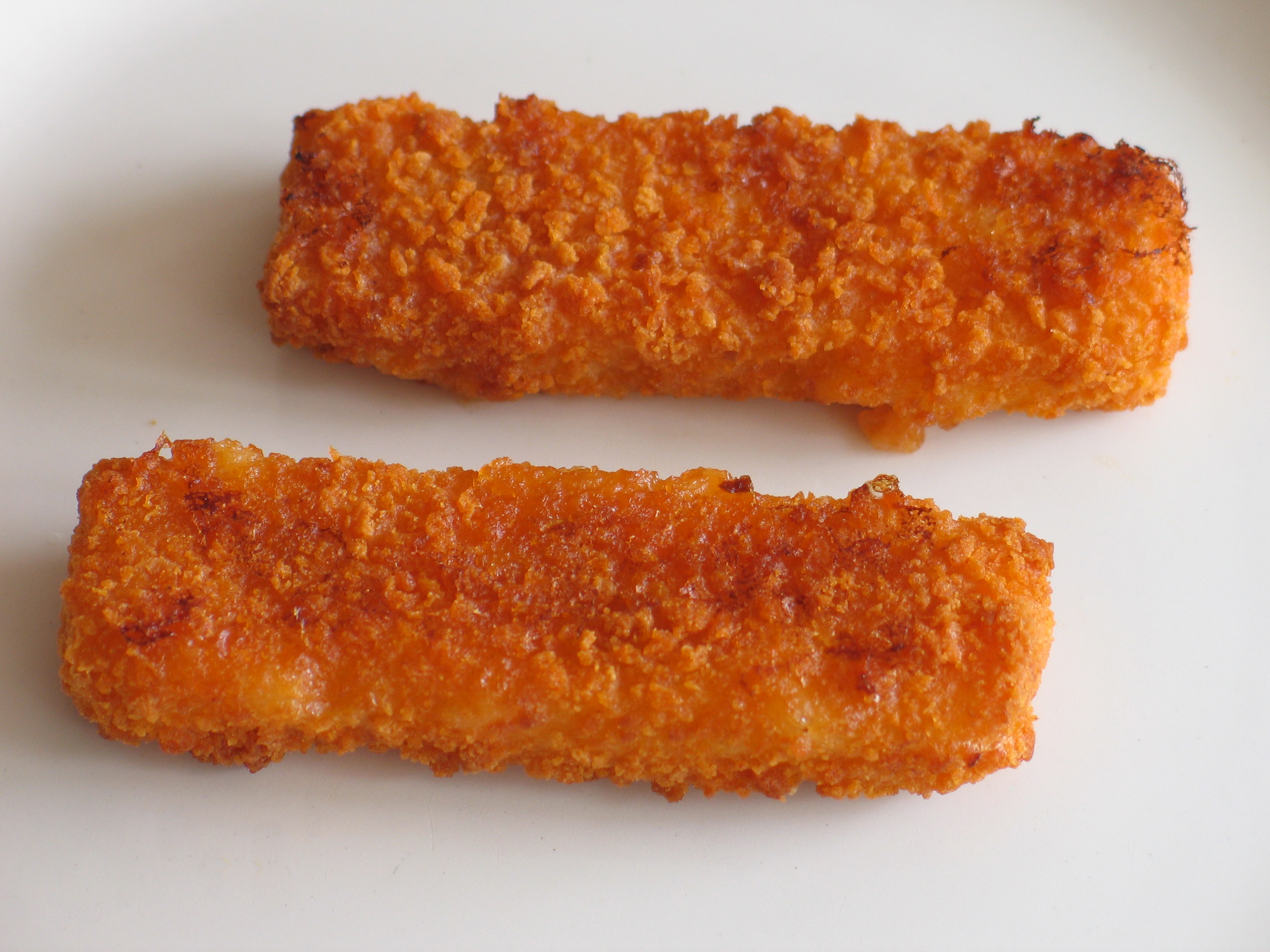
Fiskpinnar.

Fiskpinnar är en livsmedelsprodukt som består av fisk, vanligen kummel, alaska pollock eller torsk som panerats och steks före servering. Fiskpinnar är rektangulära och smala i formen, till skillnad från fiskpanetter.
Fiskpinnar som säljs i livsmedelsbutiker kan förutom fisk innehålla mjöl, vegetabilisk olja, majsmjöl, stärkelse, vatten, salt, jäst, förtjockningsmedel och kryddor.
Fiskpinnar förekommer i recept från Storbritannien år 1900 och populariserades i USA under 1950-talet.

## Sverige
I Sverige lanserades fiskpinnar 1956 av livsmedelsföretaget Findus, som hämtade idén från USA. Fiskpinnar och panerad fisk står för sex procent av svenskarnas fiskinköp (läst 2012).
I Sverige brukar fiskpinnar ofta serveras med potatis eller potatismos och eventuellt citron eller någon sås, till exempel remouladsås.